# Gamercom
A Gamercom é um evento anual de vídeo games organizado pelos empresários Diego Oliveira e Wallace Thomaz, atualmente realizada em Florianópolis, Brasil. A feira é considerada a principal conferência do gênero no sul do Brasil.

## História
A Gamercom teve a sua primeira edição realizada nos dias 13 e 14 de junho de 2015, em Florianópolis, no Centro de Convenções de Florianópolis, também conhecido como CentroSul, na ocasião a feira contou com a presença de aproximadamente 6 mil visitantes e de grandes empresas do mundo dos games, como Sony, Microsoft, Ubisoft, Warner, Riot e Blizzard..
Ainda na edição de 2015, o guitarrista brasileiro Kiko Loureiro da banda Megadeth participou do evento tocando Música de jogos eletrônicos e o estúdio suíço, Apelab, apresentou a primeira série de animação interativa para dispositivos de realidade virtual, o game Sequenced.
A presença de grandes marcas da indústria de games na Gamercom, fez com que a feira se posicionasse entre as três principais feiras de games da América Latina e também como o principal evento de games do sul do Brasil.

## Eventos
| Ano  | Data        | Destaques                                                    | Local     | Cidade        | Público Estimado |
| ---- | ----------- | ------------------------------------------------------------ | --------- | ------------- | ---------------- |
| 2015 | 13–14 Junho | Sony, Microsoft, Ubisoft, Warner, Riot, Blizzard e Apelab    | CentroSul | Florianópolis | 6,000            |
| 2016 | 11–12 Junho | Sony, Microsoft, Warner, Ubisoft, Bandai Namco, Razer e Riot | CentroSul | Florianópolis | 8,283            |
| 2017 | 08-09 Julho | TBA                                                          | CentroSul | Florianópolis | 10,000           |

## Cobertura da Mídia
Apesar da Gamercom ser realizada fora do eixo rio-são paulo, que concentra os principais veículos de mídia (tradicionais e especializados), a Gamercom contou com a cobertura de youtubers, streamers, entusiastas da imprensa e profissionais da imprensa. G1 - Portal de Notícias da Globo, RIC TV, SBT, Band e sites especializados como Adrenaline cobriram in loco todas as edições da Gamercom.
| Ano  | Data        | Jornalistas | Entusiastas | Youtubers | Streamers |
| ---- | ----------- | ----------- | ----------- | --------- | --------- |
| 2015 | 13–14 Junho | 8           | 10          | 20        | 5         |
| 2016 | 11–12 Junho | 17          | 12          | 25        | 8         |
| 2017 | 08-09 Julho | -           | -           | -         | -         |